# Абрамов, Алексей Владимирович
Алексей Владимирович Абрамов (укр. Олексій Володимирович Абрамов; род. 15 октября 1951, Калининград, Московская область) — советский и украинский тренер по плаванию. Заслуженный тренер Украинской ССР (1987).

## Биография
Родился 15 октября 1951 года в городе Калининград (ныне Королёв) Московской области.
В 1973 году окончил Киевский институт физкультуры (ныне Национальный университет физического воспитания и спорта Украины), после чего работал в городе Кривой Рог тренером ДЮСШ «Локомотив» (1973—1986) и спортивного клуба «Богатырь» (1986—1995).
В числе его воспитанников — Вадим Ярощук — Мастер спорта СССР международного класса, двукратный бронзовый призёр Олимпийских игр в Сеуле.
С 2001 года — преподаватель Криворожского колледжа Национального авиационного университета.

## Воспитанники
- Ярощук Вадим Максимович — советский пловец, двукратный бронзовый призёр Олимпийских игр 1998 года.